# Північний полюс Місяця

Мозаїка північного полярного регіону Місяця від LRO. Північний полюс знаходиться в центрі

Північний полюс Місяця — це північна точка Місяця, де вісь обертання Місяця стикається з його поверхнею.
Північний полюс Місяця — точка Місяця, що розташована найпівнічніше та знаходиться  навпроти південного полюса. На місячному північному полюсі всі напрямки вказують на південь; всі лінії довготи сходяться там, тому її довготу можна визначити як будь-яке значення градуса.

## Кратери
До відомі кратери у північній полярній області Місяця (між 60° північної широти та Північним полюсом): Авогадро, Бельковіч, Бріаншон, Емден, Гамов, Ґольдшмідт, Ерміт, Й. Гершель, Метон, Нансен, Паскаль, Петерманн, Філолай, Пласкетт, Піфагор, Рождественський, Шварцшильд, Сірес, Зоммерфельд, Стеббінс та ін.

## Розвідка
Концепція місії Astrobotic Technology Icebreaker була запланована на 2015 рік, але потім відкладена на 2016 рік, а потім скасована. Це було змагання на приз Google Lunar X Prize .  